# Daytona USA
Daytona USA är ett racingspel utvecklat av Sega AM2 och utgivet av Sega, med begränsat släpp 1993 följt av fullt släpp 1994. Spelet anses av många vara ett av tidernas mest ekonomiskt framgångsrika arkadspel.

### Fotnoter
1. ↑  GM Matthew (1 juni 2007). ”Daytona USA” (på engelska). Gamefaqs. Arkiverad från originalet den 26 april 2014. https://web.archive.org/web/20140426201308/http://www.gamefaqs.com/arcade/583726-daytona-usa/reviews/review-114008. Läst 26 april 2014.